# NGC 7340
NGC 7340 (другие обозначения — PGC 69362, MCG 6-49-52, ZWG 514.75, NPM1G +34.0452) — галактика в созвездии Пегас.
Этот объект входит в число перечисленных в оригинальной редакции «Нового общего каталога».